# 高津
高津（1959年4月—），江苏靖江人，中国人民解放军上将。中国共产党第十八届中央委员会候补委员、第十九届中央委员会委员。第十四届全国政协委员。

## 生平
1978年参加中国人民解放军。1985年，进入中国人民解放军第二炮兵指挥学院。毕业后，担任第二炮兵部队文书、技师、作战训练参谋、发射营营长、某旅副参谋长、参谋长、副旅长等职务。1997年，任中国人民解放军第二炮兵第52基地某导弹旅旅长。2001年任中国人民解放军第二炮兵第52基地副参谋长，2004年升任基地参谋长。2007年，任基地副司令员。2009年3月，担任中国人民解放军第二炮兵部队第五十二基地司令员。2011年12月，任中国人民解放军第二炮兵部队参谋长。2014年7月，调任中国人民解放军总参谋长助理。2014年12月，任中国人民解放军军事科学院院长，并取代比其年长1岁的副总参谋长乙晓光中将，成为最年轻的正大军区级将领，也是当时中国人民解放军军事科学院历史上最年轻的院长(2015年兼任中国军事科学学会会长)。2015年12月31日，出任新成立的中国人民解放军战略支援部队首任司令员。2019年4月，转任中央军委后勤保障部部长。2022年1月，卸任中央军委后勤保障部部长，提前退役。2023年3月，任第十四届全国政协常委、经济委员会副主任。
2012年，在中共十八大上当选中国共产党第十八届中央委员会候补委员。2017年，在中共十九大上当选中国共产党第十九届中央委员会委员。
2006年7月，晋升少将军衔。2013年8月，晋升中将军衔。2017年7月28日，晋升上将军衔。